# Estavelle

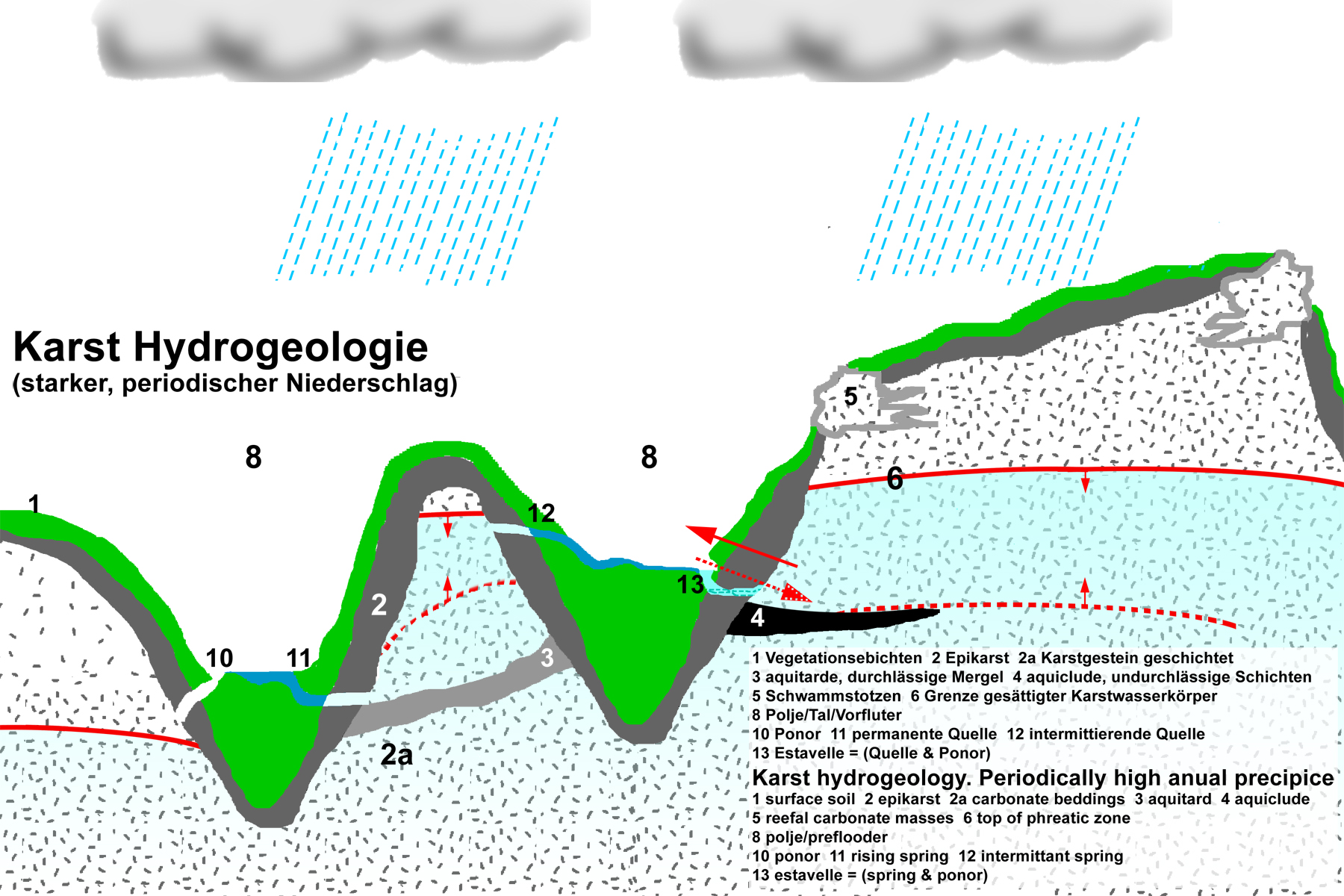
Karst-Hydrologie-Schema

Eine Estavelle (aus dem Romanischen) ist ein Wasserspeiloch, eine Karsterscheinung, die häufig in den Poljen der südosteuropäischen Karstgebiete zu beobachten ist. Normalerweise versickert in einer Estavelle Wasser und sie wirkt als Ponor (Bachschwinde). Nach starken Regenfällen kommt es im Karstsystem zu veränderten Druckbedingungen und die Estavelle übernimmt die Funktion einer periodisch schüttenden Karstquelle. Im Unterlauf von Estavellen kann es daher zu episodischen Überschwemmungen kommen.

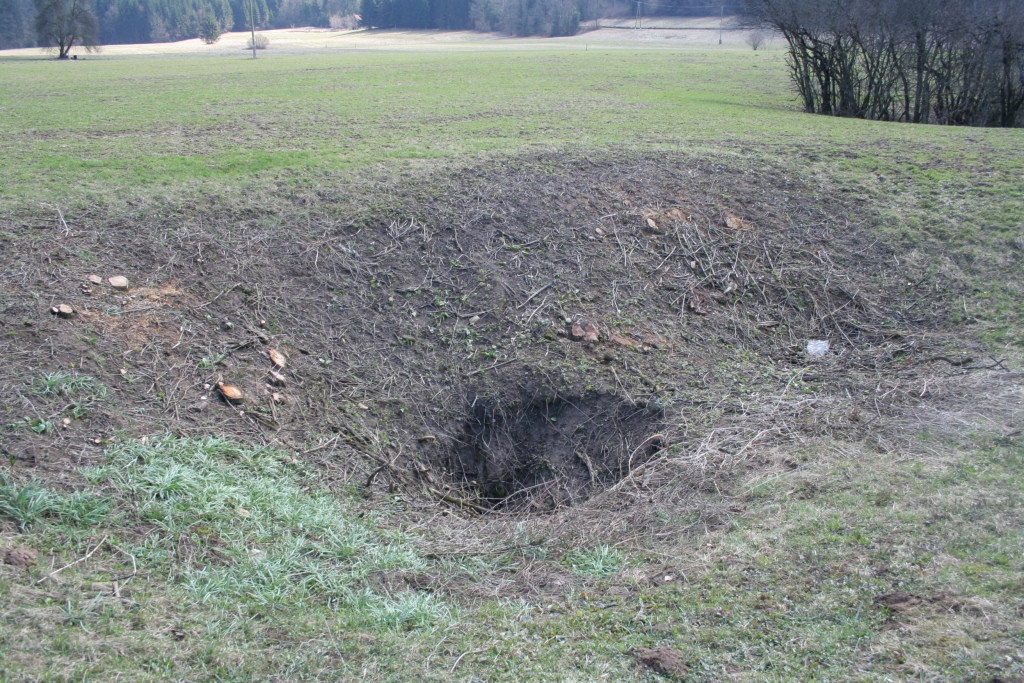
Estavelle am Radensko Karstfeld in Slowenien
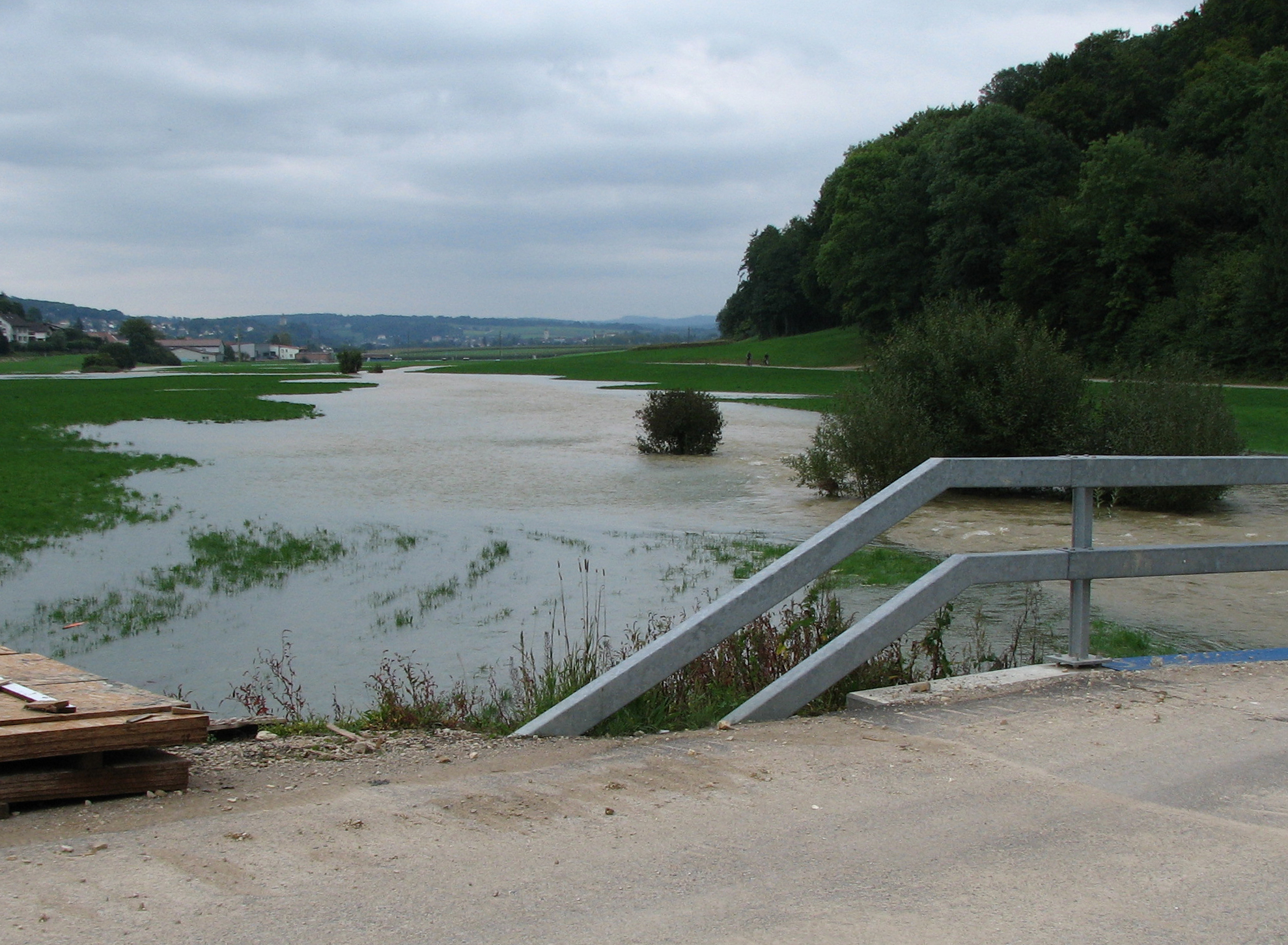
Creux-Genat in einem Trockental bei Chevenez im Schweizer Kanton Jura
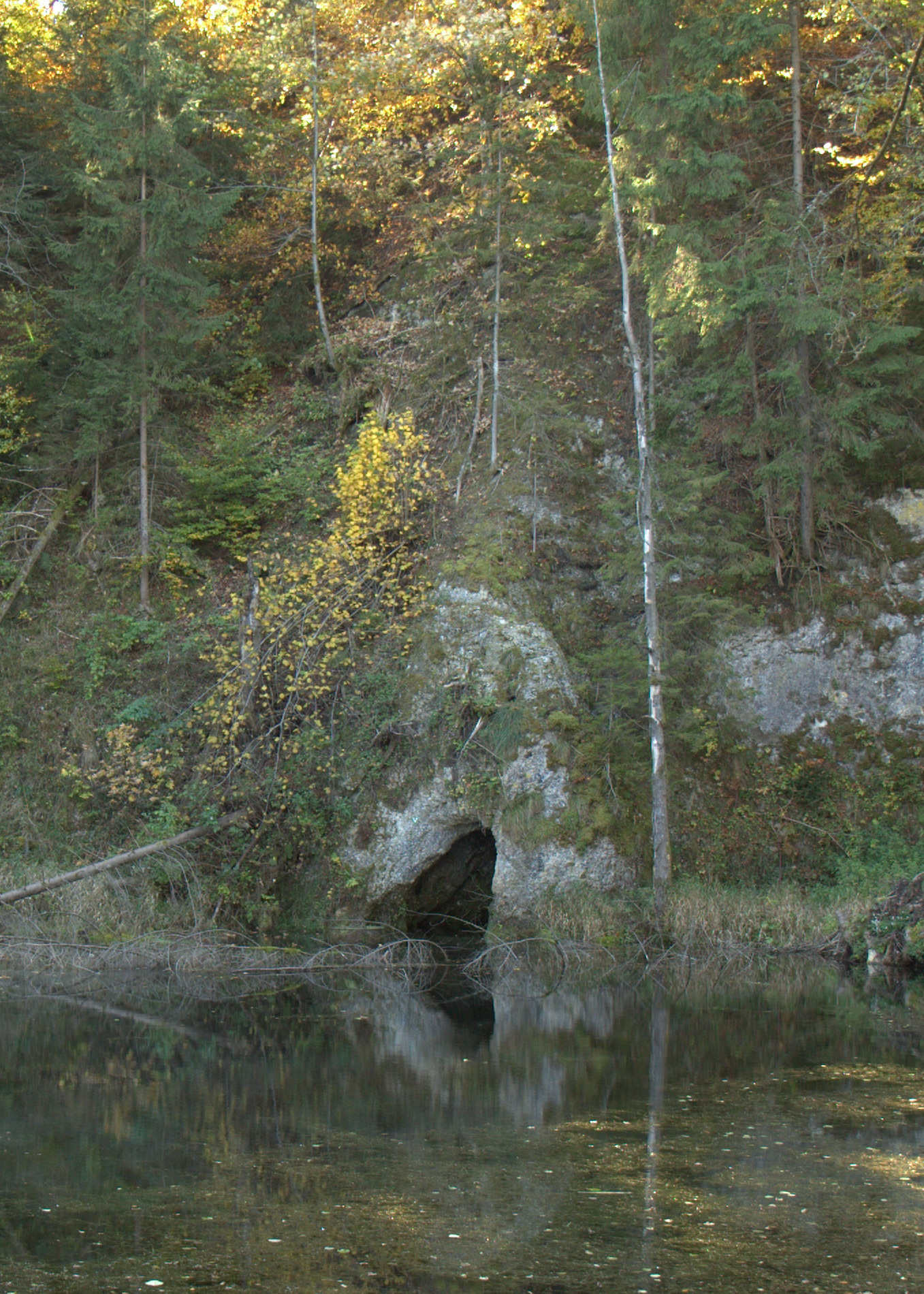
Seeweiherquelle an der Pegnitz, hier als Ponor